# Fiat Punto (Typ 176)
| Sterne im Euro-NCAP-Crashtest (1997) |

Der Fiat Punto ist ein Kleinwagen von Fiat. Die erste Generation wurde von 1993 bis 2000 produziert.

## Modellgeschichte
Der Punto wurde im Mai 1993 als drei- sowie fünftürige Steilhecklimousine in Turin vorgestellt und kam im November desselben Jahres in den Handel. Das Design stammt von Giorgetto Giugiaro. Ab 1989 war der Punto war der zweite Kleinwagen von Fiat mit einer Verzinkung wichtiger Karosserieteile.
Anfangs wurden folgende Ottomotoren angeboten: 40 kW (54 PS), 43 kW (58 PS), später 44 kW (60 PS), 54 kW (73 PS), 65 kW (88 PS), danach 63 kW (86 PS) und 98 kW (133 PS). Der Punto GT hatte einen 1,4-Liter-Motor mit Turbolader und einer Leistung von 96 kW (131 PS). Außerdem gab es das Fahrzeug mit einem Dieselmotor mit 52 kW (71 PS), später 42 kW (57 PS), 46 kW (63 PS) und 51 kW (69 PS).
Die Räder sind vorn an Querlenkern mit MacPherson-Federbeinen und hinten an gezogenen Schwingarmen (Längslenker) mit Schraubenfedern und Teleskopstoßdämpfern aufgehängt.
Im April 1994 erschien zusätzlich zur Limousine ein Cabriolet, was dazu beitrug, dass der Punto 1996 das meistverkaufte Auto in Europa war. Er gewann auch den Titel „Auto des Jahres 1995“. Das Cabriolet war mit 1,2-Liter-Motor mit 59, 60 und 86 PS sowie mit einem 1,6-Liter-Motor mit 65 kW (88 PS) erhältlich.

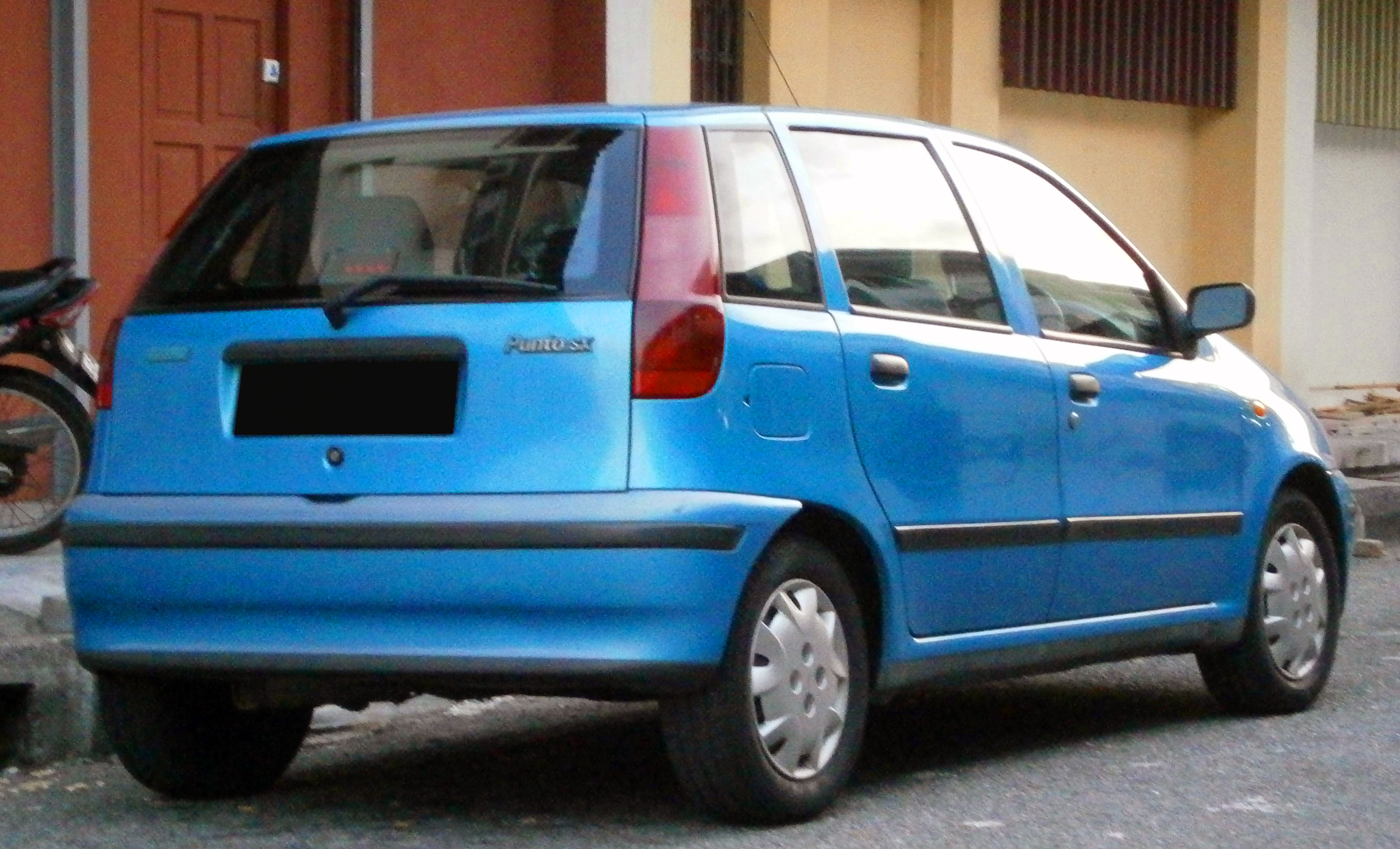
Heckansicht
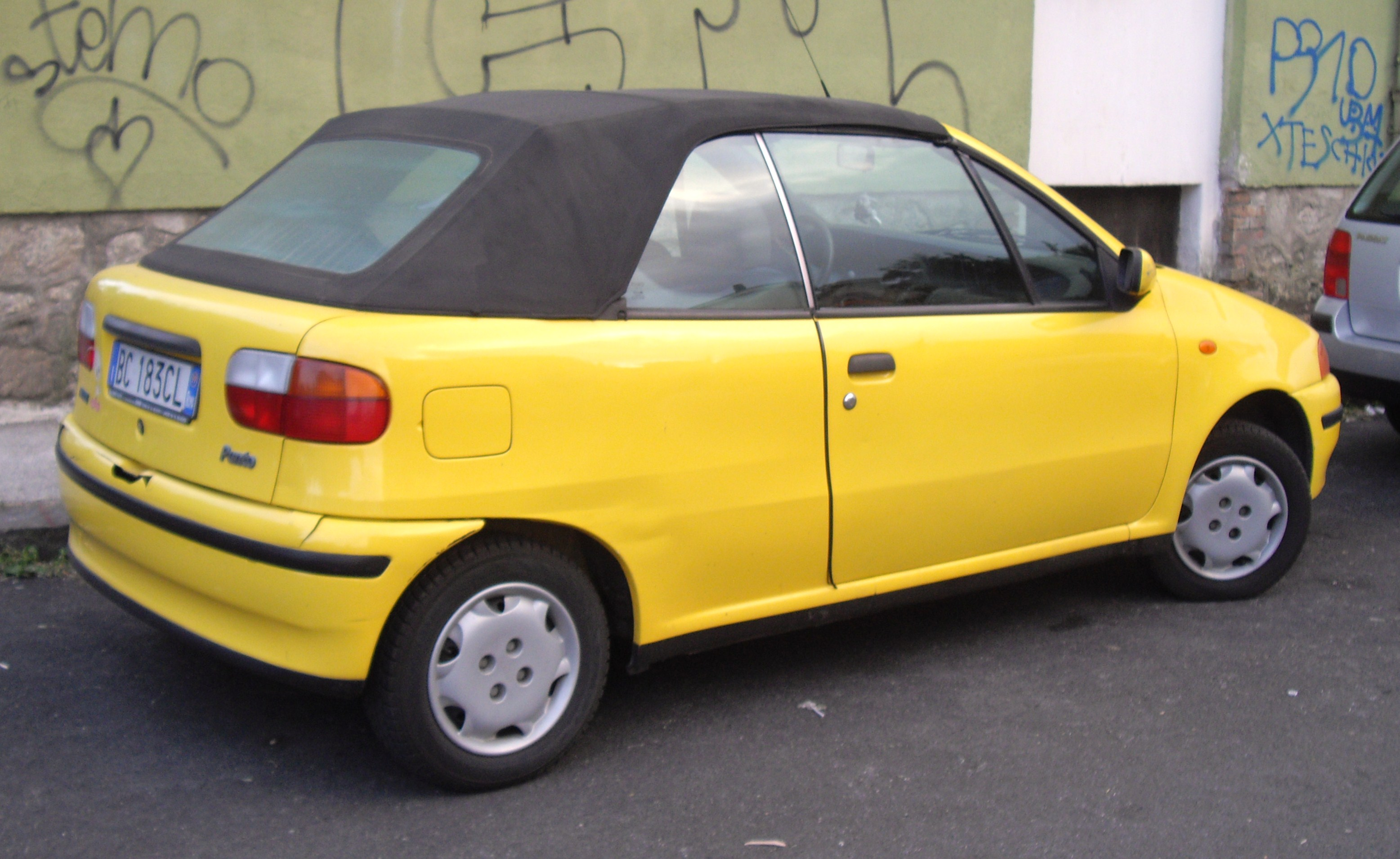
Fiat Punto Cabrio (1994–1997)

### Modellpflege
Im April 1997 folgte eine leichte Modellpflege, die unter anderem geänderte Farben und Sitzbezüge, ein etwas dunkleres Armaturenbrett und geänderte Stoßfänger umfasste. Außerdem wurde der 1,6-Liter-Motor mit 88 PS durch einen 1,2-Liter-Vierventilmotor mit 86 PS ersetzt.
Im August 1999 endete die Produktion der Steilhecklimousinen, während das Cabriolet noch bis Juni 2000 gebaut wurde.

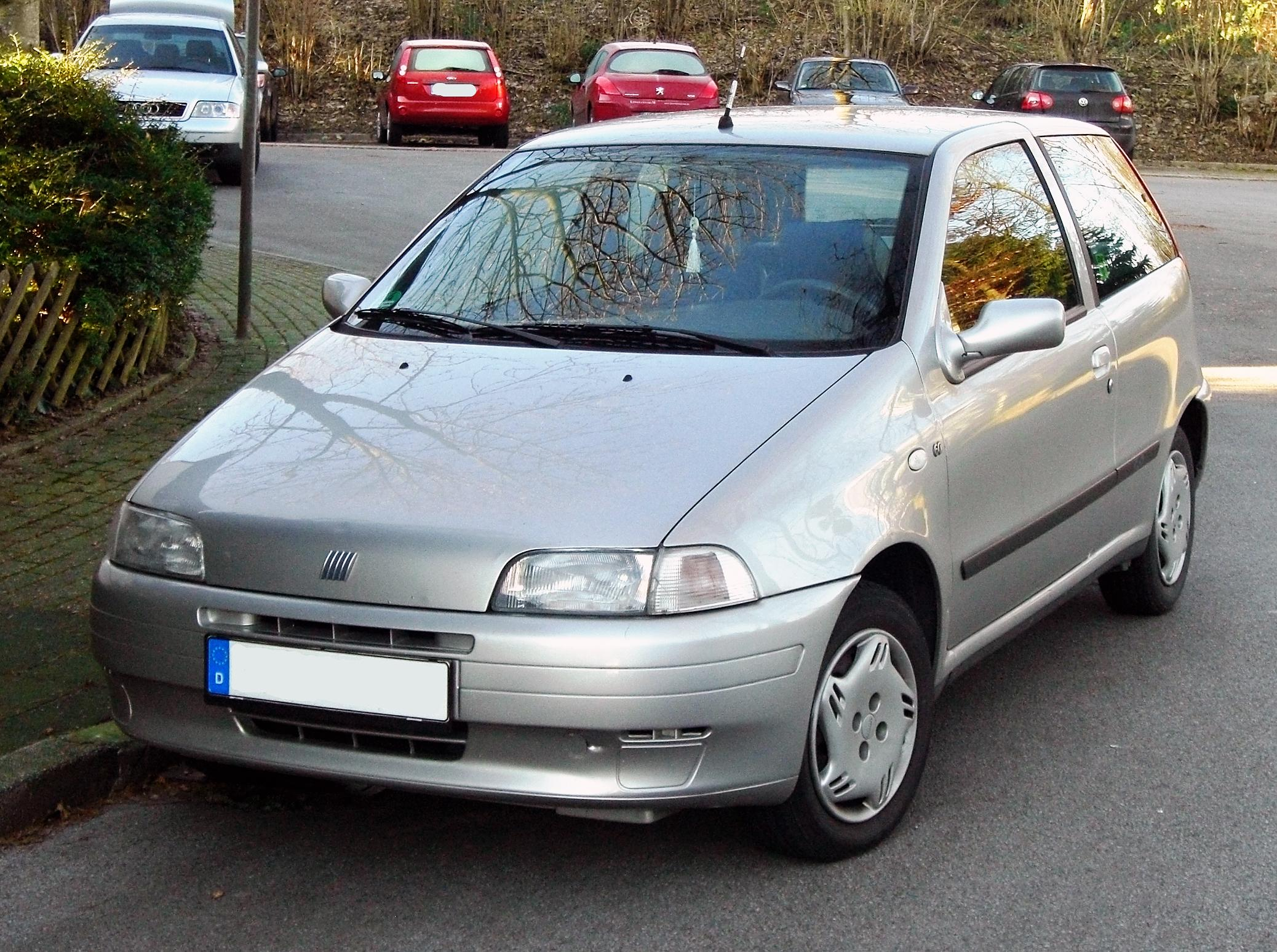
Fiat Punto Dreitürer (1997–1999)
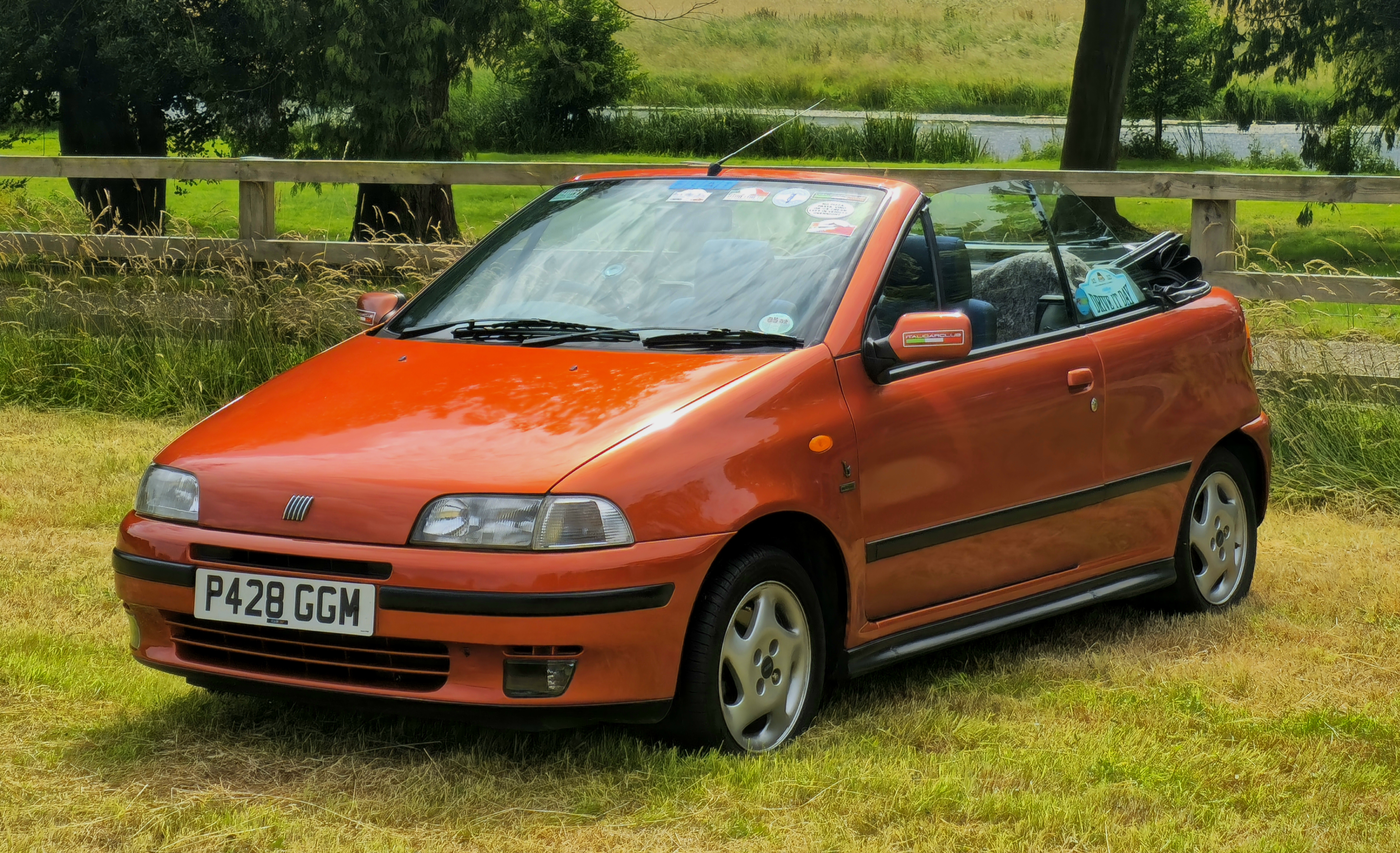
Fiat Punto Cabrio (1997–2000)

## Ausstattungsvarianten in Deutschland
Folgende Ausstattungsvarianten wurden angeboten: S, SX, ELX, Sporting und GT.
1995 gab es auch noch die Ausstattungsvarianten „ED“, „EL“ und „HSD“. Letztere hatte für damalige Verhältnisse mit Fahrerairbag (ab 1996 Doppelairbag), ABS und vier Kopfstützen eine besonders gute Sicherheitsausstattung. Die Variante „ED“ („ED“ stand für Economy Drive) mit 55-PS-Motor war wie „S“ ausgestattet, jedoch mit 5-Gang-Getriebe mit anderer Abstufung, wodurch die Höchstgeschwindigkeit etwas niedriger war.
Die Variante 6-Speed gab es ab Mai 1995 nur für den 1,1-l-Motor und hatte ein Sechsganggetriebe. Der Punto Selecta hatte ein stufenloses ECVT-Automatikgetriebe und war ab März 1994 nur für den Punto 60 erhältlich.
Des Weiteren gab es Sondermodelle wie Cult, Sole, Team, Stile oder Start.

## Technische Daten

### Allgemeines
- Radaufhängung vorn: Querlenker, MacPherson-Federbein, Stabilisator.
- Radaufhängung hinten: Schwingen, (Längslenker), Teleskopstoßdämpfer, Schraubenfedern, Stabilisator.
- Lenkung: Zahnstangenlenkung
- Bremsen: Scheibenbremsen, vorn innenbelüftet und ABS (GT) bzw. Scheibenbremsen vorn und Trommelbremsen hinten; ABS Serie bei 75, 85 16V und 90.
- Karosserie: Selbsttragende Stahlblechkarosserie, teilverzinkt

### Motoren
| Ottomotoren   | Ottomotoren | Ottomotoren                 | Ottomotoren         | Ottomotoren  | Ottomotoren   | Ottomotoren    | Ottomotoren     | Ottomotoren                                    |
| Modell        | Hubraum cm³ | Max. Leistung               | Max. Drehmoment     | Motorkennung | 0–100 km/h    | Vmax           | Bauzeitraum     | Bemerkungen                                    |
| ------------- | ----------- | --------------------------- | ------------------- | ------------ | ------------- | -------------- | --------------- | ---------------------------------------------- |
| 55            | 1108        | 40 kW (54 PS) bei 5500/min  | 85 Nm bei 3500/min  | 176A6000     | 17,0 (16,0) s | 150 km/h       | 05.1993–08.1996 | ab 05.1995 auch mit 6-Gang-Getriebe erhältlich |
| 55            | 1108        | 40 kW (54 PS) bei 5500/min  | 86 Nm bei 3250/min  | 176B2000     | 16,5 (16,0) s | 150 km/h       | 09.1996–08.1999 | auch mit 6-Gang-Getriebe erhältlich            |
| 60            | 1242        | 43 kW (58 PS) bei 5500/min  | 96 Nm bei 3000/min  | 176A7000     | 14,5 s        | 160 km/h       | 01.1994–06.1995 | auch als Cabrio erhältlich                     |
| 60            | 1242        | 44 kW (60 PS) bei 5500/min  | 96 Nm bei 3000/min  | 176B4000     | 14,5 (17,0) s | 160 (150) km/h | 06.1995–06.2000 | auch mit Automatik, auch als Cabrio erhältlich |
| 75            | 1242        | 54 kW (73 PS) bei 6000/min  | 106 Nm bei 4000/min | 176A8000     | 12,0 s        | 170 km/h       | 10.1993–08.1999 |                                                |
| 85 16V        | 1242        | 63 kW (86 PS) bei 6000/min  | 113 Nm bei 4500/min | 176B9000     | 11,4 s        | 175 km/h       | 04.1997–06.2000 | auch als Cabrio erhältlich                     |
| 90            | 1581        | 65 kW (88 PS) bei 5750/min  | 127 Nm bei 2750/min | 176A9000     | 11,0 s        | 178 km/h       | 01.1994–04.1997 | auch als Cabrio erhältlich                     |
| GT            | 1372        | 96 kW (131 PS) bei 5600/min | 200 Nm bei 3000/min | 176B6000     | 7,9 s         | 200 km/h       | 04.1997–08.1999 | mit Turbolader                                 |
| GT            | 1372        | 98 kW (133 PS) bei 5750/min | 204 Nm bei 3000/min | 176A4000     | 8,0 s         | 200 km/h       | 01.1994–04.1997 | mit Turbolader                                 |
| Dieselmotoren |             |                             |                     |              |               |                |                 |                                                |
| Modell        | Hubraum cm³ | Max. Leistung               | Max. Drehmoment     | Motorkennung | 0–100 km/h    | Vmax           | Bauzeitraum     | Bemerkungen                                    |
| D             | 1698        | 42 kW (57 PS) bei 4500/min  | 98 Nm bei 2500/min  | 176B3000     | 20,0 s        | 150 km/h       | 04.1994–09.1997 |                                                |
| TD 60         | 1698        | 46 kW (63 PS) bei 4500/min  | 118 Nm bei 2500/min | 176B7000     | 16,8 s        | 155 km/h       | 09.1996–08.1999 |                                                |
| TD 70         | 1698        | 52 kW (71 PS) bei 4500/min  | 134 Nm bei 2500/min | 176A5000     | 14,8 s        | 163 km/h       | 01.1994–09.1997 |                                                |
| TD 70         | 1698        | 51 kW (69 PS) bei 4500/min  | 134 Nm bei 2500/min | 176A3000     | 15,5 s        | 163 km/h       | 01.1994–08.1999 | mit Oxi-Kat                                    |

- Bis auf das Modell 85 16V sind alle Motoren Vierzylinder-Reihenmotoren mit acht Ventilen.
- Die Verfügbarkeit der Motoren war von Modell, Ausstattung und Markt abhängig.